# Arrabda
Arrabda (en árabe: الرابطة‎, en francés: Rabda) es una localidad marroquí perteneciente al municipio de Nékor, en la región de Tánger-Tetuán-Alhucemas. Desde 1912 hasta 1956 perteneció a la zona norte del Protectorado español de Marruecos.